# م
م(아랍어: ﻣﻴﻢ, 한국어: 밈)은 아랍 문자의 스물네 번째 글자로, 음가는 양순 비음 /m/이다.
م은 페니키아 문자를 계승한 문자 중 하나로, 히브리 문자 מ‏, 그리스 문자 Μ, 로마자 M, 키릴 문자 М에 대응한다. 이집트의 고대 문자의 물(아랍어로는 ماء)을 상징한 데서 따왔다고 한다
| 단어에서의 위치: | 독립형 | 어미형 | 어중형 | 어두형 |
| ---------------- | ------ | ------ | ------ | ------ |
| 문자 형태:       | م‎      | ـم‎     | ـمـ‎    | مـ‎     |

## 부호 위치
| 문자 | Unicode | 이름 | 문자 참조       |  |
| ---- | ------- | ---- | --------------- |  |
| م    | U+0645  | 밈   | &#x645; &#1605; |  |